# 花は桜 君は美し
「花は桜 君は美し」（はなはさくら きみはうつくし）は、いきものがかりの楽曲。自身の8作目のシングルとして、エピックレコードジャパンからCDシングル・デジタル・ダウンロードで2008年1月30日に発売された。

## 概要
- 本作は、メジャーデビューシングル「SAKURA」以来2度目の桜ソング。
- 2ndアルバム『ライフアルバム』からの先行シングルとして前作「茜色の約束」から約3ヶ月ぶりに発売された2008年第1弾シングル。初回仕様限定盤には特典として「いきものカード001」「『ライフアルバム』とのW購入プレゼント応募券」が封入されている。
- タイトルの「花は桜」をかけた企画として、発売日の2008年1月30日に秋田県鹿角市の「花輪さくら保育園」にてライブ（3人だけで、ギター・ハーモニカ伴奏、マイクなしのアカペラ）が行われた[2]。

## 収録曲
1. 花は桜 君は美し （4:24）
  - 作詞・作曲：水野良樹 / 編曲：渡辺善太郎

au（KDDI・沖縄セルラー電話）Sony Ericsson『W61S』CMソング。発売当初はノンタイアップで、CMは発売後の2008年4月11日から放送された。
インディーズ1stアルバム『誠に僭越ながらファーストアルバムを拵えました…』収録曲のリアレンジ版で、歌詞の差し替えや一部削除など大幅なアレンジが施されている。
2003年6月2日に地元神奈川県厚木市のライブハウス「Thunder Snake ATSUGI」で初めて開催したワンマンライブで最初に演奏した曲である[3]。これに倣って初のアリーナツアー「いきものがかりの みなさん、こんにつあー!! 2010 〜なんでもアリーナ!!!〜」でも1曲目として披露された。
PVはJR根岸線桜木町駅前で撮影された。
2. 最後の放課後 （4:47） 
  - 作詞・作曲：山下穂尊 / 編曲：中村太知

卒業をテーマとした楽曲で、以前からライブで、サポートメンバーとしてドラムを演奏する玉田豊夢が、初めてスタジオレコーディングに参加した楽曲でもある。
3. 花は桜 君は美し -instrumental-

## 収録アルバム
- ライフアルバム（#1）
- いきものばかり〜メンバーズBESTセレクション〜（#1）
- 超いきものばかり〜てんねん記念メンバーズBESTセレクション〜（#1）